# 弗朗西斯科·卡瓦哈尔
弗朗西斯科·塞瓦斯蒂安·卡瓦哈尔-瓜尔（西班牙語：Francisco Sebastián Carvajal y Gual，1870年12月9日—1932年9月30日）是墨西哥政治人物，在總統維多利亞諾·韋爾塔任內擔任最高法院主席。1914年7月韋爾塔被迫辭職，卡瓦哈爾短暫成為墨西哥總統直到同年8月革命軍領袖貝努斯蒂亞諾·卡蘭薩上台。